# Корон (остров)
Корон (исп. Isla de Corón) — остров, расположенный в море Сулу. Административно относится к муниципалитету Корон (север провинции Палаван, регион МИМАРОПА, Филиппины).

## География, описание
Остров Корон имеет форму треугольника, повёрнутого остриём на юг. Его длина составляет 20 километров, максимальная ширина 9 километров, площадь 71 км², высшая точка 600 метров над уровнем моря. Согласно переписи 2010 года на Короне проживали 2649 человек (из них 2028 человек в 373 домохозяйствах народности тагбанва) в двух поселениях: Бануанг-Даан и Кабугао. На языке коренных обитателей остров зовётся Калис, его вождём является Родольфо Агилар I (с 5 июня 1998 года после официального признания этого острова «владением предков» народа тагбанва).
Остров на 70 % покрыт довольно крутыми холмами, 25 % его площади занимают невысокие холмы, и лишь оставшиеся 5 % можно назвать плоским пространством. Менее чем в километре к северу от Корона находится остров Бусуанга, а в 15 километрах к западу — остров Кулион.
Остров отличается очень хорошей экологической обстановкой, в частности, озеро Каянган, одно из самых чистых озёр страны, расположенное точно в географическом центре Корона. Всего же на острове находятся одиннадцать озёр, три из которых под землёй соединены с морем. В заявке на присвоение Корону статуса всемирного наследия ЮНЕСКО отдельно упомянуты «чистейшие озёра острова».
Кроме того в окрестных водах во время Второй мировой войны (см. Вторжение Японии на Филиппины) на небольшой глубине (от 10 до 50 метров) затонули не менее 12 японских кораблей, и ныне их останки являются популярной достопримечательностью для туристов-дайверов. Среди затонувших судов представляют наибольший интерес: «Акицусима», «Ирако», «Окикава Мару», «Когё Мару», «Олимпия Мару», «Кёкузан Мару», «Теруказэ Мару», «Нансин Мару». Интересно, что все эти корабли были потоплены в течение 40 минут 24 сентября 1944 года американской авиацией: более 150 самолётов совершили вылет с авианосцев, расположенных более чем в 500 километрах от острова.

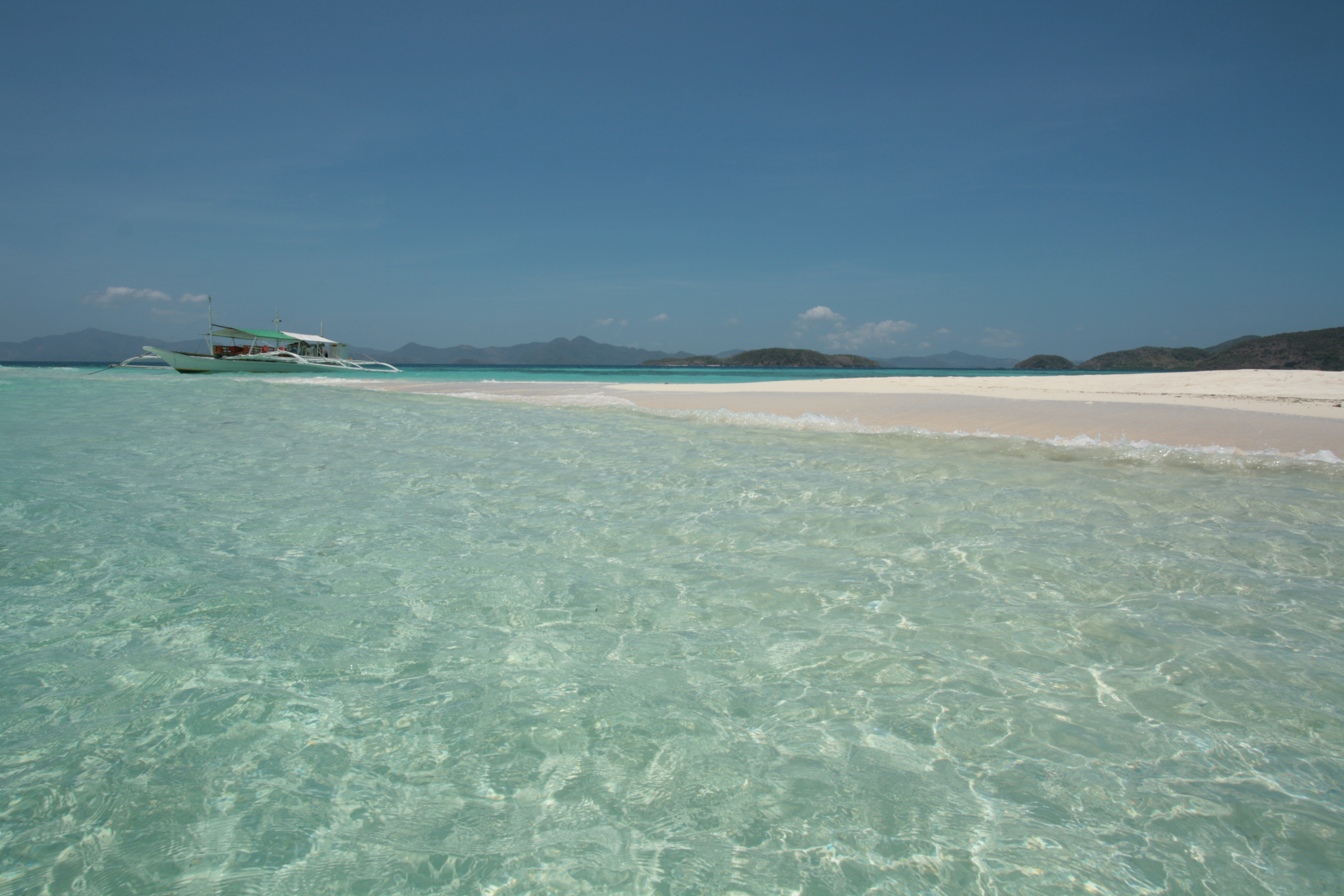
Пляж
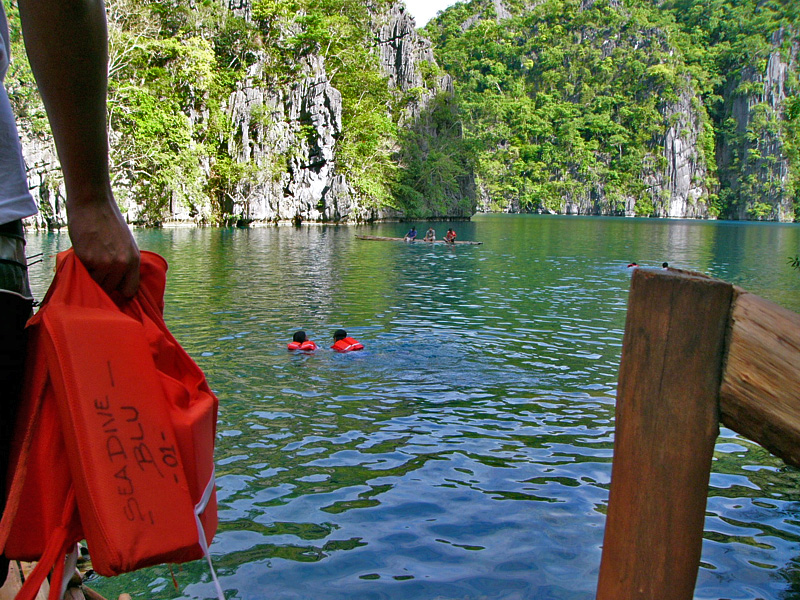
Озеро Каянган, «самое чистое озеро в Азии»
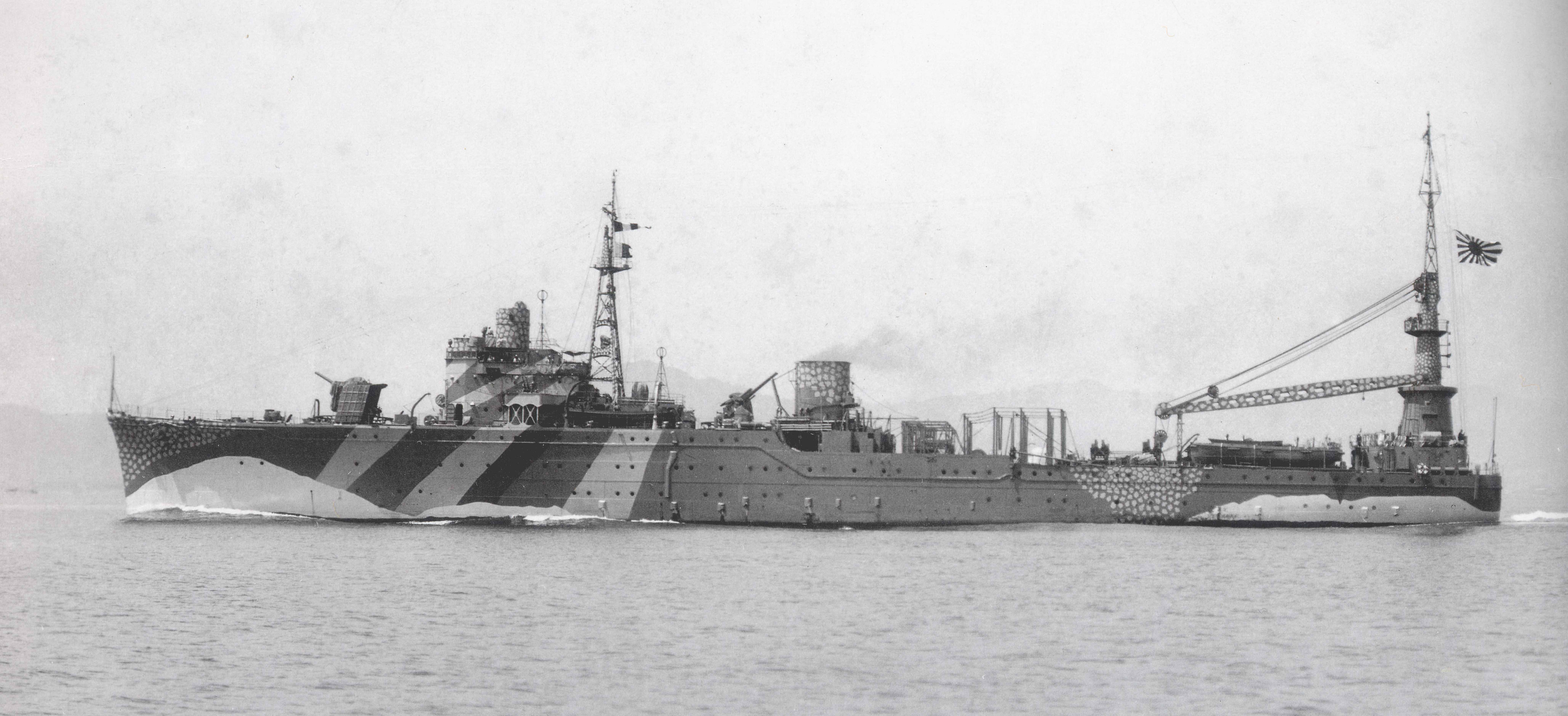
«Акицусима» в 1942 году